# 東坂みゆ
東坂 みゆ（とうさか みゆ、1996年〈平成8年〉5月19日 - ）は、日本のグラビアアイドル。大阪府出身。ダンスボーカルユニット「フラミングの法則」の元プロデューサー兼元メンバー。“お笑い賞レース挑戦ユニット”である「ショウガールズ」のメンバー。

## 経歴
2018年、週プレ酒場のホールスタッフとなり、スカウトを受け、同年6月よりアイエス・フィールドに所属、グラドルとしての活動を開始する。
2019年6月、『ミスFLASH2020』にエントリー（ファイナリスト）。
2020年4月9日、自身も所属するダンスボーカルユニットをプロデュースすることを発表。オーディションにてメンバーを募集し、6月9日に決定した。
2020年6月、週刊プレイボーイ発表「雨宿りしたい次世代下乳番付」で東の前頭筆頭に選出。
2020年6月19日、自身が所属、プロデュースするダンスボーカルユニットの名称が「フラミングの法則」に決定した。
2020年9月、吉本興業所属のお笑い芸人で実兄のあづまひでのりとコンビを組み、『M-1グランプリ2020』に「東坂みゆとお兄ちゃん」のコンビ名で出場し、1回戦を突破して2回戦進出。同年11月3日、ルミネtheよしもとで行われた2回戦に挑戦。同月6日に結果が発表されたが、通過はできなかった。
2021年10月、実兄のあづまひでのりと再び「東坂みゆとお兄ちゃん」を結成。『M-1グランプリ2021』に出場して1回戦を突破。1回戦TOP3にも選ばれたが、2回戦で敗退した。
2021年10月23日、オンラインイベント『あらびき団presents「あら-1グランプリ2021」～あらのゴン攻め_力尽きるまでエンドレス生配信～』に「東坂みゆとお兄ちゃん」でファイナリストになったがグランプリは逃した。
2021年12月14日、フラミングの法則の解散、東坂みゆによる屋上シャウト!のプロデュースの廃止が発表された。
2021年12月25日、同日発売の雑誌「EXMAX!」で、2021年グラビアカデミー賞の話題賞に選出された。
2022年3月16日、「ステラ☆HAPPY tune!～川瀬忍と金髪りさのペリペリRadio～」にゲスト出演し、その公開録音中に、4月より金髪りさの後任として同番組のMCを担当することを発表した。同年4月20日、初のラジオMCとなる「ステラ☆HAPPY tune!～ペピとみゆパイのペリペリRadio～」の公開録音を行った。
2022年5月31日、約4年間所属したアイエス・フィールドを退社した。
2022年6月、野中美智子をリーダーとして結成された“お笑い賞レース挑戦ユニット”である「ショウガールズ」のメンバーとなりお笑い賞レースへの本格的な挑戦を始めた。※詳細は次項
2022年10月、実兄のあづまひでのりとのコンビ「東坂みゆとお兄ちゃん」で『M-1グランプリ2022』の1回戦に出場し、3年連続の1回戦突破を達成したが2回戦で敗退した。
2023年4月22日、初のラジオMCとして1年間担当してきた「ステラ☆HAPPY tune!～ペピとみゆパイのペリペリRadio～」が最終回となり、公開録音を行った。

## お笑い賞レース等への出場・実績
自身の知名度をもっと上げていきたいと考え、近年、お笑い賞レースへの挑戦を積極的に続けている。実兄のあづまひでのりとのコンビ「東坂みゆとお兄ちゃん」では、2020年から2022年にかけて『M-1グランプリ』で3年連続の1回戦突破を達成した。
| 年度   | 大会名                 | 出場ユニット ※ユニットの他メンバー      | 結果           | 会場                             | 日時     | 備考          |
| ------ | ---------------------- | --------------------------------------- | -------------- | -------------------------------- | -------- | ------------- |
| 2020年 | M-1グランプリ          | 東坂みゆとお兄ちゃん （あづまひでのり） | 1回戦突破      | シダックスカルチャーホールA      | 9月30日  | [ 25 ]        |
| 2020年 | M-1グランプリ          | 東坂みゆとお兄ちゃん （あづまひでのり） | 2回戦敗退      | ルミネtheよしもと                | 11月3日  | [ 26 ]        |
| 2021年 | M-1グランプリ          | 東坂みゆとお兄ちゃん                    | 1回戦突破      | シダックスカルチャーホールA      | 10月5日  | 1回戦TOP3     |
| 2021年 | M-1グランプリ          | 東坂みゆとお兄ちゃん                    | 2回戦敗退      | 雷5656会館ときわホール           | 10月17日 | [ 28 ]        |
| 2021年 | あら-1グランプリ       | 東坂みゆとお兄ちゃん                    | ファイナリスト | Youtube配信                      | 10月23日 | [ 29 ]        |
| 2022年 | THE W                  | お転婆ガールズ （根本羽衣、安森彩那）   | 1回戦突破      | 動画審査                         | 9月3日   |               |
| 2022年 | THE W                  | お転婆ガールズ （根本羽衣、安森彩那）   | 2回戦敗退      | 渋谷シダックスカルチャーホール   | 9月23日  | [ 30 ]        |
| 2022年 | M-1グランプリ          | グッドスタイル （安森彩那）             | 1回戦敗退      | シダックスカルチャーホールA      | 9月7日   | [ 31 ]        |
| 2022年 | M-1グランプリ          | 東坂みゆとお兄ちゃん                    | 1回戦突破      | シダックスカルチャーホールA      | 10月3日  | [ 32 ]        |
| 2022年 | M-1グランプリ          | 東坂みゆとお兄ちゃん                    | 2回戦敗退      | 雷5656会館ときわホール           | 10月19日 | [ 33 ]        |
| 2023年 | R-1グランプリ          | 東坂みゆ                                | 1回戦突破      | YMCAスペースYホール              | 1月6日   | [ 34 ]        |
| 2023年 | R-1グランプリ          | 東坂みゆ                                | 2回戦敗退      | よしもと有楽町シアター           | 1月20日  | [ 35 ]        |
| 2023年 | キングオブコント       | ベイビーボトル （山咲まりな）           | 1回戦突破      | 南大塚ホール                     | 7月11日  | [ 36 ]        |
| 2023年 | キングオブコント       | ベイビーボトル （山咲まりな）           | 2回戦敗退      | タワーホール船堀（５階）小ホール | 8月2日   | [ 37 ] [ 38 ] |
| 2023年 | THE W                  | ショウガールズ                          | 1回戦突破      | 動画審査                         | 9月2日   | [ 39 ]        |
| 2023年 | THE W                  | ショウガールズ                          | 2回戦敗退      | 渋谷シダックスカルチャーホール   | 9月22日  | [ 40 ] [ 41 ] |
| 2023年 | THE W                  | ベイビーボトル                          | 1回戦突破      | 動画審査                         | 9月2日   | [ 42 ]        |
| 2023年 | THE W                  | ベイビーボトル                          | 2回戦敗退      | 渋谷シダックスカルチャーホール   | 9月24日  | [ 43 ] [ 44 ] |
| 2023年 | M-1グランプリ          | スーパーバカ （根本羽衣）               | 1回戦敗退      | シダックスカルチャーホール       | 9月7日   | [ 45 ]        |
| 2023年 | M-1グランプリ          | エイチツー （山咲まりな）               | 1回戦突破      | シダックスカルチャーホール       | 9月19日  | [ 46 ]        |
| 2023年 | M-1グランプリ          | エイチツー （山咲まりな）               | 2回戦敗退      | 雷5656会館ときわホール           | 10月23日 | [ 47 ]        |
| 2023年 | M-1グランプリ          | 東坂みゆとお兄ちゃん                    | 1回戦敗退      | シダックスカルチャーホール       | 10月4日  | [ 48 ]        |
| 2023年 | 女性芸人イチバン決定戦 | 哺乳瓶 （山咲まりな他）                 | 準優勝         | 池袋東口ゲキパ                   | 9月15日  | [ 49 ]        |
| 2023年 | 勝手に漫才ＧＰ！       | エイチツー （山咲まりな）               | 上位8組        | 新宿バッシュ!!                   | 11月25日 | [ 50 ]        |

## フラミングの法則
2020年6月に、現役グラビアアイドルである東坂みゆを中心に5人組ダンスボーカルグループとして結成された。メンバーはプロデューサー兼任の東坂みゆを中心に、ドラマやCM出演経験がある倉河奈央、グラビアや舞台で活動する西谷麻糸呂、グラビアアイドル村上りいな、ライブ配信が人気の夢羽菜。
女優、アイドル、モデル、グラドル、ライブ配信者など様々な活動をしているメンバーで結成されたアイドルグループで、2020年11月17日にCDデビュー。 2021年3月29日には初のワンマンライブを行うなど、積極的なライブ活動を続け、ダイキサウンドから2枚のCD「Higher & Higher」「Rock Out Girl」を発売したが、2021年12月14日に解散を発表した。

## 人物
- 小学1年生の頃から始めたダンスで、高校時代には全国大会で準優勝した他[55]、世界大会にも出場した本格派[56]。
- 上京してからもダンスを続け、ダンスの先生が乃木坂46の振り付けをしていたのが縁で、乃木坂46 『ジコチューで行こう!』や4期生の『図書室の君へ』のダンス指導を担当した。また、「校庭カメラアクトレス」というアイドルグループの振付を担当したり[57][58][59]、朗読劇出演者へのダンス指導を行うなどしている[60]。
- かねてより「自分でアイドルグループを作りたい。ダンスの振り付けをしたり、ガチダンスのグループを作ってみたい」という夢を語っていた[61]。
- キャッチコピーは"踊るロケット爆乳"[62]。
- 趣味は食べること。
- 特技はダンス、振付、歌、マイクを顔の筋肉で動かすこと[63]。
- 実兄に、お笑い芸人のあづまひでのりの他、長男に俳優で映像プロデューサーの東龍美がいる[64]。

## 出演

### テレビ
- お願い!ランキング（2019年6月10日、テレビ朝日系列）
- グラドル向上委員会（仮） ※旧：グラパー!ボクとおやすみ前のグラドルたち（2021年10月18日、BSスカパー!）
- あらびき団2023夏 〜みんなで笑おう！真夏の2週連続30分SP〜★第1夜★（2023年7月20日、TBSテレビ系列）
- ヒロミ・指原の“恋のお世話始めました” #137[65]（2023年7月26日、テレビ朝日系）

### インターネットTV
- チャンスの時間（2020年1月15日、3月28日、5月6日、5月13日、2021年6月2日、9月26日、2022年2月8日、2月20日、9月14日、2023年2月5日、7月2日、ABEMA）2022年9月は再現ドラマ内で大島麻衣役、清水あいり役を演じる。
- あらびき団presents「あら-1グランプリ2021」～あらのゴン攻め 力尽きるまでエンドレス生配信～（2021年10月23日、Youtube）
- 矢口真里の火曜The NIGHT#280「壁を超えろ!お笑い賞レース出場アイドル!」[66]（2022年6月8日、ABEMA）

### ラジオ
- ステラ☆HAPPY tune!～川瀬忍と金髪りさのペリペリRadio～（2021年8月4日、市川うららFM）※公開録音：2021年7月21日
- ステラ☆HAPPY tune!～川瀬忍と金髪りさのペリペリRadio～（2022年3月23日、市川うららFM）※公開録音：2022年3月16日
- ステラ☆HAPPY tune!～ペピとみゆパイのペリペリRadio～（2022年4月27日-、市川うららFM）※公開録音：2022年4月20日-　※初のラジオMC

### ライブストリーミング放送
- 酔いどれ女子会（2019年1月8日・2月5日・3月5日・4月2日・7月2日、ニコニコチャンネル）
- 激刊!ふじ（2020年1月21日、渋谷クロスFM）
- いとちゃんういちゃん馬鹿ゲームライブ！リモート！プレ配信！（2020年4月23日、YouTube）
- いとちゃんういちゃん馬鹿ゲームライブ！リモート！2DAYS！1日目!!（2020年4月25日、YouTube）
- いとちゃんういちゃん馬鹿ゲームライブ！リモート！GW3DAYS！2日目!!（2020年5月5日、YouTube）
- いとちゃんういちゃん馬鹿ゲームライブ！リモート！5月後半の3DAYS！3日目!!（2020年5月23日、YouTube）
- TOKYO GRAVURE IDOL FESTIVAL ONLINE 2020（2020年10月3日、4日、ミクチャ）
- 週末ハッピーアワー！VOL.４〜春爛漫SP〜（2022年3月25日、限定配信）
- 復刊！月刊まりーな！『初めての〇〇』（2022年3月26日、限定配信）

### WEB配信
- ブレイクレティクス・初級編【ブレイクダンスでエクササイズ】（2020年9月15日 - 、YouTube）[67]
- 推し呑みアンタレス「【ロケット爆乳】Hカップ 踊るグラドルとおっぱいトーク！アイドルプロデューサー!? 本蓮沼で推し呑み！」（2021年1月10日 - 、YouTube）[68]
- 推し呑みアンタレス「【オフショット】至極のぷるんぷるんダンス」（2021年1月13日 - 、YouTube）[69]
- 推し呑みアンタレス「【おっぱいゲーム配信者】Gカップグラドル参戦！セクシーポーズで春Pを悩殺!?」（2021年1月17日 - 、YouTube）[70]
- 推し呑みアンタレス「【オフショット】波乱の結末!?おっぱい相撲対決」（2021年1月21日 - 、YouTube）[71]
- 推し呑みアンタレス「【Hカップ秘話】なぜおっぱいがこんなに大きくなったのか？ 赤羽ひとり呑み！」（2021年1月24日 - 、YouTube）[72]
- 推し呑みアンタレス「【東坂みゆ】おっぱい相撲対決！『踊るロケット爆乳』で話題のグラドル登場【チャンスの時間】」（2022年1月1日 - 、YouTube）[73]

### 舞台
- 朗読劇『Greif』（2019年4月25日 - 28日、千本桜ホール）
- CONCON ZOKUZOKU（2020年3月13日 - 15日、大塚ドリームシアター）
- 朗読劇『Greif』（2020年5月1日・2日、5月17日、オンライン公演）
- 朗読劇『Greif3』（2020年7月3日 - 5日、10日 - 12日、オンライン公演）
- 朗読エンターテイメント『Greif3』（2021年3月4日 - 7日、劇的スペース・オメガ東京）
- ショウガールズ!〜眩しいほど華麗なネタ祭〜（2022年6月30日、早稲田クローバースタジオ）
- ショウガールズ! vol.2（2022年7月26日、池袋東口ゲキパ）
- ショウガールズ! vol.3（2022年8月22日、早稲田クローバースタジオ）
- ショウガールズ! vol.4（2022年9月27日、池袋東口ゲキパ）
- ショウガールズ! vol.5（2022年10月27日、池袋東口ゲキパ）
- ショウガールズ! vol.6（2022年11月30日、池袋東口ゲキパ）
- ショウガールズ! vol.7（2022年12月28日、池袋東口ゲキパ）
- ショウガールズ! vol.8（2023年1月30日、池袋・ロイヤルプラザII 3F）
- ショウガールズ! vol.9（2023年2月28日、池袋東口ゲキパ）
- ショウガールズ! vol.10（2023年3月28日、池袋・ロイヤルプラザII 3F）
- ショウガールズ! vol.11（2023年4月17日、池袋西口GEKIBA）
- Comedy女子『Timing』（2023年4月25日 - 30日、アトリエファンファーレ高円寺）
- ショウガールズ! vol.12（2023年5月19日、池袋・ロイヤルプラザII 3F）
- ショウガールズツアー2023（2023年6月2日[名古屋]・3日[大阪]・23.24.25日[東京]）
- ショウガールズ東京公演番外編ライブ「ショウガールズ流〜第2回ブーケ大喜利!」（2023年06月21日、アトリエファンファーレ東新宿）
- ショウガールズ東京公演番外編ライブ「ショウガールズの花束みたいなガールズトーク！」（2023年06月22日、アトリエファンファーレ東新宿）
- ガンバレ☆お笑いフェスティバル！vol.7 ビッグマッチお疲れサマーシリーズ開幕戦（2023年7月12日、池袋東口ゲキパ）※ショウガールズで出演
- ショウガールズ! vol.13（2023年7月26日、池袋・ロイヤルプラザII 3F）
- お子様ランチvol.91（2023年8月6日、なかの芸能小劇場）※エイチツーで出演
- ショウガールズネタ公開収録ライブ!〜賞レースに向けて（2023年8月9日、池袋東口ゲキパ）
- ショウガールズ! vol.14（2023年8月29日、池袋西口GEKIBA）
- KASENJIKI☆賞レーストレーニング（2023年9月3日、12日、20日、22日、10月1日、8日、杉並区産業商工会館・展示場、なかのＺＥＲＯ・視聴覚ホール、日暮里サニーホール・コンサートサロン）[74]
- 小猿ライブ！（2023年9月3日、なかの芸能小劇場）※スーパーバカで出演
- 笑いの泉（2023年9月6日、なかの芸能小劇場）※スーパーバカで出演
- ガンバレ⭐︎お笑いフェスティバルvol.8 賞レース中でソワソワしてるシリーズ開幕戦（2023年9月11日、池袋東口ゲキパ）※ショウガールズで出演
- TEPPEN.325 テッペンハニー（2023年9月13日、なかの芸能小劇場）※ショウガールズ、エイチツーで出演
- 秋のショウガールズ祭り2023！（2023年9月18日、池袋東口ゲキパ）※①ファンミーティング！、②花束みたいなガールズトーク！、③定期ライブVol.15
- 女子ミントフレーバー（2023年9月20日、なかの芸能小劇場）※哺乳瓶で出演
- 新道竜巳の女芸人フェス（2023年9月21日、西荻センター・勤福会館　第1・2和室）※哺乳瓶で出演
- NATURAL HIGH SCHOOL ～大復活祭～（2023年9月30日、下北沢ReG）※ショウガールズで出演
- 夢羽菜充電完了フェス!!（2023年10月12日、池袋西口GEKIBA）
- ショウガールズ! vol.16（2023年10月31日、池袋西口GEKIBA）
- ショウガールズ! vol.17（2023年11月24日、大塚ドリームシアター）
- ショウガールズ! vol.18（2023年12月26日、大塚ドリームシアター）
- ショウガールズ！vol.19（2024年01月19日、東池袋デューク）
- バラエティ女王養成所（2024年02月07日、歌舞伎町Sparkle）
- ショウガールズ！vol.20（2024年02月28日、大塚ドリームシアター）
- ショウガールズ！vol.21（2024年03月30日、大塚ドリームシアター）
- グレアムボックス×ショウガールズ・コラボコントLIVE「コメンジャーズ」（2024年04月20日、大塚ドリームシアター）
- ショウガールズ！vol.22（2024年04月30日、池袋西口GEKIBA）
- ショウガールズ！vol.23（2024年05月29日、池袋西口GEKIBA）
- ショウガールズ！vol.24（2024年06月18日、大塚ドリームシアター）
- ショウガールズ 2th Anniversary show「WARAKATSU」（2024年7月19日 - 21日、池袋西口GEKIBA）
- ショウガールズ 第1回単独ライブ「∞⼑流〜エイトウリュウ〜」（2024年7月19日）
- 燃ゆるレジーナ初単独ライブ「愛姍姍」（2024年7月20日）
- ショートガールズ初単独ライブ「イメチェン」（2024年7月20日）
- 「ショウガールズの花束みたいなガールズトークvol.2」（2024年7月20日）
- 「VSショウガールズ!!」（2024年7月21日）
- 「リクエストネタ祭り!!」（2024年7月21日）

### トークライブ・イベント
- いとちゃんういちゃん馬鹿ゲームライブ!!ニューカマー多めの回!（2020年3月27日、早稲田クローバースタジオ）
- いとちゃんういちゃん！馬鹿合戦＆歌合戦!お盆が過ぎた夜に。（2020年8月17日、四谷lotus）
- IDOL BOX（2020年9月15日、東高円寺 笑や）
- いとちゃんういちゃん！馬鹿合戦＆歌合戦!オータム馬鹿フェスタ!（2020年9月23日、四谷lotus）
- いとちゃんういちゃん！仮装もしちゃうぞ!馬鹿ウィンナイト!（2020年10月26日、四谷lotus）
- いとちゃんういちゃん！馬鹿ゲームライブ!おでんが美味しい季節です。（2020年11月25日、四谷lotus）
- いとちゃんういちゃん！馬鹿ゲームライブ!あと15日で2021!!（2020年12月17日、四谷lotus）
- ミウラ三ツ星の三ツ星占い研究所（2021年1月28日、早稲田クローバースタジオ）
- おっぱいが大きい娘はバカが多いって言う奴がバカ!（2021年2月5日・3月9日、早稲田クローバースタジオ）
- THIS WITH ITちゃん（2021年2月27日、早稲田クローバースタジオ）
- コント大好き！プププのプー!（2021年3月19日 - 21日、早稲田クローバースタジオ）
- MUCHALOR JAPAN 2nd season（2021年6月9日、早稲田クローバースタジオ）
- いとちゃんういちゃん!馬鹿ゲームライブ!（2021年6月16日、早稲田クローバースタジオ）
- 馬鹿フェス!2021!（2021年11月12日 - 14日、早稲田クローバースタジオ）
- ハッピーミュージックアワー 『音バラ』Vol.2（2022年1月28日、四谷lotus）
- 馬鹿フェス!2022!（2022年2月18日 - 20日、早稲田クローバースタジオ）
- いとちゃんういちゃん!馬鹿ゲームライブ!vol.20〜ハッピーホワうぃトデー〜（2022年03月11日、早稲田クローバースタジオ）
- ハッピーミュージックアワー 『音バラ』Vol.4（2022年3月18日、四谷lotus）
- 「LAUGH IS FOREVER」（2022年5月25日 - 29日、シアターブラッツ）
- 歌とダンスのライブ「雨に唄えば!晴れたら踊れば!」（2022年6月3日、四谷lotus）
- ハッピーミュージックアワー『音バラ』Vol.7（2022年6月24日、四谷LOTUS）
- 馬夏フェス2022「馬夏コント＆馬鹿ゲームLight」（2022年8月12日 - 14日、早稲田クローバースタジオ）
- 馬鹿ゲームライブ!vol.25～中秋のめうぃげつ～（2022年9月15日、早稲田クローバースタジオ）
- ガンバレ☆お笑いフェスティバル～HARUKAZE主宰ライブ旗上げ戦～（2022年11月4日、池袋東口ゲキパ）※ショウガールズ
- 下北沢ろくでもない夜（2022年11月7日、LIVEHOUSE 下北沢ろくでもない夜）
- 馬鹿ゲームライブ！vol.29〜ね、うし、とら、うぃ！ぴょんぴょんぴょん！〜（2023年1月19日、池袋東口ゲキパ）
- ガンバレ☆お笑いフェスティバル！vol.4 〜バレンタインシリーズ開幕戦〜（2023年2月8日、池袋東口ゲキパ）※ショウガールズ
- ガンバレ☆お笑いフェスティバル！vol.5 〜春爛漫シリーズ開幕戦〜（2023年3月22日、池袋東口ゲキパ）※ショウガールズ
- プロレスリングwave×ショウガールズ チートデー'23〜美と笑いのブーケ達〜（2023年6月14日、アミスタ）
- ショウガールズツアー2023 番外編イベント（2023年6月21日 - 22日、アトリエファンファーレ東新宿）
- 馬鹿ゲームライブ！vol.33〜毎日がサマー馬鹿ーション〜（2023年7月4日、池袋東口ゲキパ）
- FUJI BACK Fes 2023（2023年9月5日 - 6日、栃木県塩谷町自然休養村）※ショウガールズで出演

### 雑誌
- 超エキサイト!（2021年7月27日、マイウェイ出版）

## 作品

### DVD
- みゆパイ（2019年4月26日、スパイスビジュアル）
- ダンスwithみゆパイ（2020年2月25日、エアーコントロール）
- みゆパイ DE いっぱい!!（2021年4月30日、エスデジタル）

### 動画
- 透明彼女season8 #12（2019年6月、V☆パラダイス）
- おうちdeみゆパイ（2020年4月30日、アイエス・フィールド）

### 電子書籍（ペーパーバック）
- 飛び出すみゆパイ 東坂みゆ（必撮！まるごと☆）（2019年11月22日、アイロゴス）
- 開花 東坂みゆ 必撮！まるごと☆（2019年12月1日、アイロゴス）
- 大胆不敵！ロケット爆乳バニーちゃん 東坂みゆ 必撮！まるごと☆（2020年1月1日、アイロゴス）
- 人妻は揶揄うのがお好き 東坂みゆ（必撮！まるごと☆）（2020年2月27日、アイロゴス）
- 爆乳爛漫 東坂みゆ 必撮！まるごと☆（2020年6月12日、アイロゴス）